# Puccinia pachypes
Puccinia pachypes ist eine Ständerpilzart aus der Ordnung der Rostpilze (Pucciniales). Der Pilz ist ein Endoparasit des Süßgrases Spodiopogon rhizophorus. Symptome des Befalls durch die Art sind Rostflecken und Pusteln auf den Blattoberflächen der Wirtspflanzen. Sie ist ein Endemit Indiens.

## Merkmale

### Makroskopische Merkmale
Puccinia pachypes ist mit bloßem Auge nur anhand der auf der Oberfläche des Wirtes hervortretenden Sporenlager zu erkennen. Sie wachsen in Nestern, die als gelbliche bis braune Flecken und Pusteln auf den Blattoberflächen erscheinen.

### Mikroskopische Merkmale
Das Myzel von Puccinia pachypes wächst wie bei allen Puccinia-Arten interzellulär und bildet Saugfäden, die in das Speichergewebe des Wirtes wachsen. Aecien oder Spermogonien der Art sind nicht bekannt. Die Uredien sind gelbbraun und wachsen auf den unterseitigen Blattoberflächen des Wirtes. Ihre ebenfalls gelbbraunen Uredosporen sind breitellipsoid bis fast kugelig, 23–26 × 18–21 µm groß und fein stachelwarzig. Die blattunterseitig wachsenden Telien sind schwarzbraun, früh unbedeckt und kompakt. Die haselnussbraunen Teliosporen sind zweizellig, in der Regel breitellipsoid und 31–37 × 23–26 µm groß; ihre Stiele sind gelblich oder golden und bis zu 80 µm lang.

## Verbreitung
Das bekannte Verbreitungsgebiet von Puccinia pachypes umfasst lediglich Indien.

## Ökologie
Die Wirtspflanze von Puccinia pachypes ist das Süßgras Spodiopogon rhizophorus. Der Pilz ernährt sich von den im Speichergewebe der Pflanzen vorhandenen Nährstoffen, seine Sporenlager brechen später durch die Blattoberfläche und setzen Sporen frei. Die Art verfügt über einen Entwicklungszyklus, von dem bislang lediglich Telien und Uredien sowie deren Wirt bekannt sind; Spermogonien und Aecien konnten dem Pilz nicht zugeordnet werden.